# フレッド・トランプ・ジュニア
フレデリック・クライスト・トランプ・ジュニア（Frederick Crist Trump Jr., 1938年10月14日 - 1981年9月26日）は、アメリカ合衆国の飛行機パイロット、メンテナンス管理者である。不動産実業家のフレッド・トランプ・シニアの長男として生まれたが、飛行機パイロットの道を選んだために父の寵愛を失い、その家業は弟のドナルド（第45代アメリカ合衆国大統領）が継ぐこととなった。
フレッド・シニアとドナルドは、フレッド・ジュニアがパイロットになったことを軽蔑した。1970年代初頭までにフレッド・ジュニアはアルコール依存症のためにパイロットの仕事を果たせなくなり、またこれは後の心筋梗塞による死にもつながった。

## 生い立ち
フレデリック・クライスト・トランプ・ジュニアは1938年10月14日にニューヨーク市クイーンズ区で裕福な不動産開発業者のフレッド・トランプとマリー・アン・マクラウド・トランプの長男として生まれた。1956年にフレッド・ジュニアはセント・ポールズ・スクールを卒業した。同年に父のフレッド・シニアが学校の運動場の改修資金を寄付したことにより、運動場はトランプ・フィールドと改名された。
トランプはリーハイ大学に通い、彼自身はユダヤ系でなかったにもかかわらず、ユダヤ系の友愛会であるシグマ・アルファ・ミューに入会した。トランプは友愛会の会長になり、経営学の学士号を得て卒業し、また予備役将校訓練課程を修了して空軍州兵に少尉として入隊した。

## 青年期とキャリア
1958年、バハマで休暇中のトランプはリンダ・クラップ（Linda Clapp）と出会った。彼女は客室乗務員になると、アイドルワイルド空港近くのアパートを探す手伝いをトランプに頼み、その後すぐに2人は交際を始めた。トランプは1961年に彼女にプロポーズした。1962年初頭に2人はフロリダで結婚式を挙げ、彼女は当時の航空会社が既婚の客室乗務員を認めていなかったために退職した。2人はマンハッタンに定住し、1962年に第一子であるフレデリック・クライスト・トランプ3世（Frederick Crist Trump III）をもうけた。翌年、トランプたちはクイーンズのジャマイカ地区にあるフレッド・シニアが所有するアパートの1つに引っ越した。この時期のトランプは父の所有地のメンテナンス修理の監督の仕事を任されていた。
フレッド・シニアは長男には自身が営む不動産会社のE・トランプ&サン（後のトランプ・オーガナイゼーション）を継ぐために「無敵の男」であることを望んだが、トランプ本人の気性は正反対であった。1966年、トランプは会社の副社長として新聞に掲載されていたが、父との仕事は難航していた。フレッド・ジュニアは職業パイロットを志望して会社を辞め、すぐにトランス・ワールド航空の入社試験に合格したが、これによって父との間に確執が生まれた。トランプの娘のメアリー・L・トランプ（1965年生）は、フレッド・シニアが「彼の性格のあらゆる側面を否定し、貶めることで彼を破壊した」と論じた。フレッド・シニアも弟のドナルドも、フレッド・ジュニアが航空会社のパイロットになる決断を下したことを、バスの運転手や運転手家業を例に出して嘲笑した。

## アルコール依存症と死

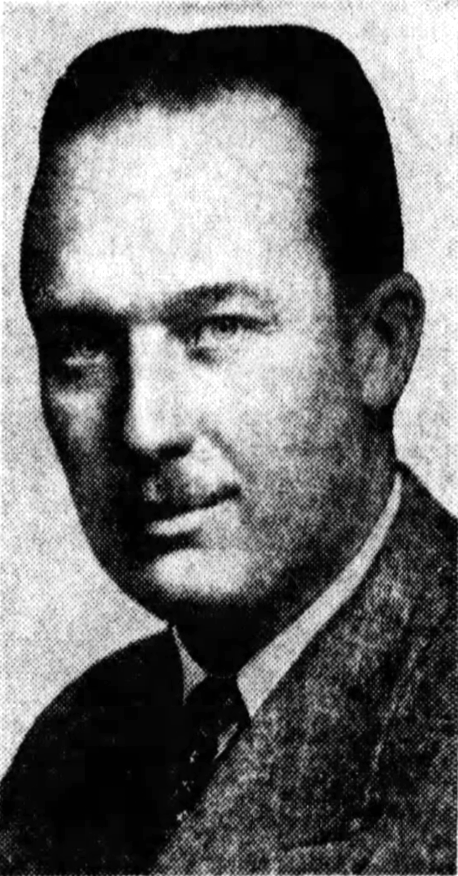
フレッド・トランプ・シニア（1950年頃）

フレッド・ジュニアは家庭内での諍いを立て続けに起こし、1970年に妻から家を出て行くように告げられ、さらに彼女はフレッド・シニアに鍵を取り替えるように頼んだ。アルコール依存症のためにパイロットを続けられなくなったトランプは父の会社の仕事に戻り、一時は両親の家の家具のない屋根裏部屋に住んでいた。1981年9月26日、42歳のトランプは飲酒を原因とする心臓発作で亡くなった。

### 余波
弟のドナルド・トランプは1976年以降は禁酒を公言しており、当初彼は父の絶対禁酒主義の影響であるとしていたが、後に兄との成人後の経験が原因であると主張した:
毎日彼は私にこう説教した、「私がどんな酷い目に遭っているか見てみろ。もし煙草を吸ったら後悔することになるし、一杯でも酒を飲むのも同じだ」。フレディ、良い仕事をしたよ。
1994年3月16日、トランプの母はアイルランドの放送局のビビ・バスキンのインタビューで、「私たちは息子を、長男を亡くしました。彼は41歳だった。母親として決して忘れられません」と述べた。フレッド・ジュニアは死亡時は42歳であった。
1999年の父フレッド・シニアの葬儀の直後、フレッド3世の息子のウィリアム・トランプ（William Trump）が脳性麻痺を患いながら生まれた。トランプ家は子供の医療費の負担に同意した。フレッド・シニアの遺言が公開されると、フレッド3世とメアリーはフレッド・シニアの遺産のうち、父フレッド・ジュニアの取り分から除外され、2000万ドル以上がフレッド・シニアの他の子供たちに分配されることが定められていた。フレッド3世とメアリーは、ドナルドを含む父の兄弟姉妹が認知症を患っていたフレッド・シニアに「不当な影響力」を行使して遺産から自分たちを除外させたと主張し、訴訟を起こした。後に「彼らが訴えたので怒った」と語ったドナルドは、ウィリアムだけでなく、フレッド・ジュニアの子供たちの医療給付も停止した。メアリーは、彼女とフレッド3世は給付を復活させるために訴えたが、その結果、ウィリアムだけが「いくらかの便宜」を受けたと明かしている。ニューヨーク州裁判所はメアリーの訴えを却下したが、その理由として、彼女は訴訟権を失うが、270万ドル以上の支払いを認める契約書に署名していたことが挙げられた。判事はメアリーが故意に合意を承認（および署名）していたと判断し、合意は強制でも不当でもなかったと裁定した。これは控訴審でも支持された。

2019年、ドナルド・トランプは兄の死について次のように述べた:
（家業の経営は）彼が決して望まなかっただけに、私は彼にプレッシャーをかけたことを後悔している。（中略）彼には向いていないことだった。（中略）私たち（ドナルドとフレッド・シニア）が犯した過ちは、誰しもが（経営業を）好んでいるのだと決めつけていたことだと思っている。それが最大の間違いだった。（中略）彼が愛していたのは飛行機を飛ばすことだった。

### 個別
1. 1 2  Trump 2020, p. 31.
2. 1 2  世界で最も危険な男 p.60
3. 1 2  Kranish, Michael (2019年8月13日). “Trump pressured his alcoholic brother about his career. Now he says he has regrets.” (英語). The Washington Post. ISSN 0190-8286 2024年3月11日閲覧。
4. ↑  Kordes, John (2018年3月29日). “The Kordes Korner”. Garden City News (Garden City, NY)
5. ↑  Gerber, Drew (2016年8月3日). “That Time Trump's Older Brother Fred Pretended To Be Jewish – To Join a Jewish Frat”. The Forward.  オリジナルの2017年1月20日時点におけるアーカイブ。 2017年6月10日閲覧。
6. ↑  “Does Donald Trump Have Jewish Roots?”. Vos Iz Neias? (2019年11月1日). 2020年8月12日閲覧。
7. ↑  Frank, Justin A. (2018) (英語). Trump on the Couch: Inside the Mind of the President. Penguin Press. pp. 64. ISBN 978-0-7352-2032-4
8. ↑  Corn, David (2020年7月22日). “Mary Trump on why Donald Trump lies, why he's 'racist,' and why she wrote her book” (英語). Mother Jones. 2021年9月28日閲覧。
9. ↑  Trump 2020, p. 53.
10. ↑  世界で最も危険な男 p.98
11. ↑  世界で最も危険な男 p.96
12. ↑  Trump 2020, pp. 55–56.
13. ↑  世界で最も危険な男 p.100-103
14. ↑  Trump 2020, p. 57.
15. ↑  世界で最も危険な男 p.104-105
16. ↑  Trump 2020, p. 41.
17. ↑  世界で最も危険な男 p.77
18. ↑  “Fred Trump Jr.”.   trump24h.com. 2021年2月19日時点のオリジナルよりアーカイブ。2020年8月31日閲覧。
19. 1 2 3  Horowitz, Jason (2016年1月2日). “For Donald Trump, Lessons From a Brother's Suffering”. The New York Times.  オリジナルの2017年10月27日時点におけるアーカイブ。 2017年6月10日閲覧。
20. ↑  世界で最も危険な男 p.108-110
21. ↑  Lozada, Carlos (2020年7月9日). “Review of 'Too Much and Never Enough: How My Family Created the World's Most Dangerous Man' by Mary L. Trump” (英語). The Washington Post 2020年7月16日閲覧。
22. ↑  D'Antonio, Michael (2020年6月17日). “The psychologist in the Trump family speaks” (英語).  CNN. 2020年7月2日閲覧。
23. ↑  Trump 2020, pp. 62, 64.
24. ↑  世界で最も危険な男 p.113,117
25. ↑  Kranish, Michael (2019年8月8日). “Trump has regrets that he scolded his late, alcoholic brother about his career”. The Washington Post 2021年8月21日閲覧。
26. ↑  Trump 2020, p. 85.
27. ↑  世界で最も危険な男 p.151
28. ↑  Trump 2020, p. 93.
29. ↑  世界で最も危険な男 p.164
30. ↑  "Part 1: New Frontiers". Biography: The Trump Dynasty. 25 February 2019.  該当時間: 1:21. A&E。
31. ↑  Blair 2015, p. 320.
32. 1 2  Trump 2020, author's note
33. 1 2  世界で最も危険な男 p.9、著者による覚え書き
34. ↑  Trump 2020, p. 127.
35. ↑  世界で最も危険な男 p.222
36. ↑  “Donald Trump, Real Estate Promoter, Builds Image as He Buys Buildings”. The New York Times (1976年11月1日). 2024年6月2日閲覧。
37. ↑  “RUSH Transcript: Donald Trump //CNN Republican Presidential Town Hall Columbia, SC”. CNN. (2016年2月18日)
38. ↑  Trump, Donald J.; Schwartz, Tony (2009) (英語). Trump: The Art of the Deal. New York: Random House. pp. 96. ISBN 978-0-307-57533-3
39. ↑  Trump, Donald J.; Leerhsen, Charles (1990) (英語). Trump: Surviving at the Top. New York: Random House. pp. 40. ISBN 978-0-307-57533-3
40. ↑  “Donald Trump Talks Family, Women in Unearthed Transcript”. The Hollywood Reporter (2016年10月13日). 2024年6月2日閲覧。
41. ↑  “Mary Anne MacLeod Trump” (英語). RTÉ (1994年3月16日). 2024年3月11日閲覧。
42. ↑  Philip Bump. “There are a lot more Trumps than you might realize”. The Washington Post
43. ↑  Collman, Ashley (2020年6月15日). “Trump's niece is publishing a tell-all book that says she leaked tax documents to help The New York Times investigate the president's finances” (英語). Business Insider. 2020年7月22日閲覧。
44. ↑  ABC News Exclusive: Mary Trump Interview with Stephanopoulos (television production) (英語). ABC News. 16 July 2020.  43 minutes in. 2020年9月10日閲覧。
45. ↑  
“Trump Defeats Niece in Court” (英語).   Reuters (2022年11月15日). 2024年6月2日閲覧。
46. ↑  
“Mary Trump Loses Lawsuit Again” (英語).  ABC News (2023年6月22日). 2024年6月2日閲覧。

### 全般
- Blair, Gwenda (2015). The Trumps: Three Generations of Builders and a Presidential Candidate. New York: Simon & Schuster. ISBN 978-1501139369
- Trump, Mary L. (2020). Too Much and Never Enough. New York: Simon & Schuster. ISBN 978-1-9821-4146-2. OCLC 1164093746
- メアリー・トランプ 著、草野香、菊池由美、内藤典子、森沢くみ子、芝瑞紀、酒井章文 訳『世界で最も危険な男 「トランプ家の暗部」を姪が告発』小学館、2020年9月15日。ISBN 978-4093567282。